# Sperrkonto
Das Sperrkonto ist im Bankwesen ein Bankkonto, dessen Kontoinhaber nur mit Genehmigung eines Dritten darüber verfügen kann bzw. nur beide gemeinsam darüber verfügen können.

## Allgemeines
Im Regelfall kann über Bankkonten durch den Kontoinhaber oder im Rahmen der hinterlegten Bankvollmacht frei verfügt werden. Kontoverfügung bedeutet, dass der oder die Kontoinhaber und die von ihnen Bevollmächtigten über Bankguthaben mittels Barauszahlung, Dauerauftrag, Eilüberweisung, Lastschrift oder Überweisung frei disponieren dürfen und hierdurch auch Sollsalden im Rahmen der mit dem Kreditinstitut getroffenen Vereinbarungen entstehen können.   

## Geschichte
Im Zusammenhang mit der Devisenbewirtschaftung vom 1. August 1931 konnte ein Gläubiger in Deutschland nach eingetretener Fälligkeit seiner Forderung jederzeit verlangen, dass der Schuldner den fälligen Betrag in Reichsmark als so genannte Sperrmark bei einer Devisenbank auf ein Sperrkonto einzahlt, über das der Gläubiger nur mit Genehmigung der Stelle für Devisenbewirtschaftung verfügen konnte. Diese Sperrmark wurde im Juli 1931 durch die Reichsbank mit ihrem damaligen Präsidenten Hjalmar Schacht parallel zur Reichsmark eingeführt. Sie sollte die Kapitalflucht verhindern.
Auch alle auf Deutsche Mark lautende Guthaben von Ausländern wurden nach der Währungsreform im Juni 1948 bei den Banken in Sperrmark geführt, Erlöse von Ausländern in Deutschland wurden auf Sperrkonten in Sperrmark gutgeschrieben. Geldvermögen, das ins Ausland transferiert werden sollte, musste auf einem „Sperrmark-Konto“ eingezahlt werden. Ab 16. September 1954 wurden alle originären und erworbenen Sperrkonten von Personen mit gewöhnlichem Aufenthalt, Hauptniederlassung oder Wohnsitz außerhalb Deutschlands als zinslose liberalisierte Kapitalkonten geführt.
Nicht-kommerzielle Zahlungen aus der DDR in die BRD wurden von der Staatsbank der DDR nicht zugelassen. Diese Erschwernis führte zur Errichtung zahlreicher Sperrkonten in der DDR und BRD. DDR-Bürger durften seit 1968 in der BRD Sperrkonten unterhalten. Von diesen Konten durften ab 1975 auch Auslandsüberweisungen geleistet werden. Den Sperrkonten durften alle eingehenden Zahlungen gutgeschrieben werden, so dass Verbindlichkeiten von BRD-Bürgern über ein Sperrkonto beglichen werden konnten. Verfügungen über Sperrkonten waren dagegen eingeschränkt auf Überweisungen unter anderem für Steuern, Anwaltskosten, Gerichtskosten oder Versicherungsprämien.

## Rechtsfragen
Beim Sperrkonto bestehen dagegen besondere Einschränkungen für die Verfügungsmacht des Berechtigten. Die Beschränkung kann auf Rechtsgeschäft, Gesetz oder behördlicher Verfügung beruhen:
- Rechtsgeschäft: 
  - Typisch sind Beschränkungen, bei denen der Berechtigte erst nach Eintritt eines bestimmten Ereignisses wie etwa der Volljährigkeit über das Konto verfügen darf.[11] Es handelt sich um eine auflösende Bedingung, durch die mit Eintritt der Volljährigkeit auch die Verfügungsbefugnis beginnt.
  - Sparbücher mit Sperrvermerk oder Kennwort sind Sperrkonten. Der Sperrvermerk ist nur dem Gläubiger der Spareinlage und dem Kreditinstitut bekannt. Er kommt bei Kautionskonten im Rahmen der Mietkaution vor, indem das Sparbuch den Vermerk „Gesperrt wegen Mietkaution“ enthält. Der Mieter darf nach Übergabe des Sparbuchs an den Vermieter darauf vertrauen, dass kein anderer als der Mieter über die Mietsicherheit ohne seine Einwilligung verfügen kann.[12] Auch das Kennwort sichert als Auszahlungshindernis ein Sparbuch gegen Missbrauch. Sperrvermerk und Kennwort stellen sich als vertragliche Einschränkung der Legitimationswirkung dar.[13] Diese kann nicht weitergehen, als sich aus dem vorgelegten Sparbuch selbst ergibt; sie ist beseitigt, wenn und soweit nach dem Inhalt des Sparbuchs nicht geleistet werden darf.[14]
- Gesetz: 
  - Auftragsrecht: In § 17 Abs. 5 VOB/B ist bei der Sicherheitsleistung von Geld vorgesehen, dass der Auftragnehmer den Betrag bei einem Kreditinstitut auf ein Sperrkonto einzuzahlen hat.
  - Hat jemand gegen die Kontenwahrheit verstoßen, dürfen gemäß § 154 Abs. 3 AO Bankguthaben, Wertsachen und der Inhalt eines Schließfaches nur mit Zustimmung des für die Einkommen- und Körperschaftsteuer zuständigen Finanzamts herausgegeben werden, was eine öffentlich-rechtliche Kontensperre darstellt.[15]
  - Sperrdepots werden die bei der Verwahrstelle für Kapitalanlagegesellschaften (KAG) geführten Wertpapierdepots mit dem Investmentvermögen oder Sondervermögen der KAG genannt. Nach § 72 Abs. 2 KAGB und § 74 KAGB hat die Verwahrstelle auch für Bankguthaben der KAG Sperrkonten zu führen (§ 195 KAGB).
  - Die früheren Sperrguthaben von Devisenausländern mussten ab Juli 1931 auf Sperrkonten gutgeschrieben werden.[16] Es handelte sich um Guthaben, über die aufgrund des Devisengesetzes, einer Durchführungsvorschrift oder des Vorbehalts einer Devisenstelle nur mit Genehmigung verfügt werden durfte.[17]
- Behördliche Verfügungen führen nicht zu einem Sperrkonto im engeren Sinn, sondern zu einer allgemeinen Kontosperre. Wird die Verfügungsbefugnis über ein Girokonto durch einstweilige Verfügung oder Arrest (§ 935 ff. ZPO bzw. § 916 ff. ZPO) vom Gericht eingeschränkt, muss dies von Kreditinstituten beachtet werden. Darüber hinausgehende Verfügungen bleiben weiterhin zulässig.

Die rechtsgeschäftliche Vereinbarung von Sperrkonten stellt die häufigste Form dar. Und-Konten sind keine Sperrkonten (auch wenn § 17 VOB/B dies erwähnt), weil sie nicht mit einer Beschränkung der Dispositionsbefugnis der Mitinhaber verbunden sind, sondern lediglich für wirksame Verfügungen deren Zusammenwirken erfordern.
Rechtsgrundlage für die Errichtung von Sperrkonten kann insbesondere der Vertrag zugunsten Dritter nach § 328 BGB sein.

## Allgemeine Kontosperre
Eine allgemeine Kontosperre bewirkt ein Verfügungsverbot dergestalt, dass ein Kreditinstitut entweder keine Belastungen (etwa durch Barauszahlung oder Lastschrift) zulässt und/oder keine Gutschriften (Bareinzahlung oder Überweisung) ausführt. Die Kontosperre kann auf vertraglicher Vereinbarung zwischen kontoführendem Kreditinstitut und Kunde beruhen, etwa bei Spareinlagen mit Sperrvermerk oder beim Verlust von Zahlungskarten oder aber auf einer durch die Staatsanwaltschaft veranlassten Beschlagnahme (etwa im Rahmen einer Devisenbewirtschaftung oder einer Wirtschaftssanktion).